# The Ed Hunter Tour
The Ed Hunter tour – trasa koncertowa zespołu Iron Maiden, która rozpoczęła się koncertem w kanadyjskim mieście Saint John w prowincji Nowy Brunszwik 11 lipca, zaś zakończyła się koncertem w Atenach 1 października 1999 roku. Trasa była swego rodzaju probierzem poziomu zainteresowania koncertami grupy w odnowionej konfiguracji personalnej, przed zaplanowanym na przyszły rok tournée promującym album studyjny Brave New World z premierowym materiałem. Koncerty zagrane w 1999 roku stanowiły sceniczny debiut częściowo zrekonstruowanego, sześcioosobowego składu formacji, uzupełnionego o Bruce'a Dickinsona oraz Adriana Smitha – członków najsłynniejszego składu grupy z lat 1982 – 1989, którzy zdecydowali się wrócić po wieloletniej absencji (Dickinson odszedł w 1993 roku). 
Trasa „The Ed Hunter Tour 1999” wiodła przez wielkie areny koncertowe Europy oraz sale o średniej pojemności w Ameryce Północnej. Tournée promowało wydaną na trzech dyskach CD grę – kompilację zatytułowaną Ed Hunter. Wydawnictwo przynosiło m.in. 20 najpopularniejszych kompozycji wyłonionych przez fanów na drodze głosowania internetowego. Trasa, choć nie mogła imponować długością, należała do najlepiej przyjętych od dawna, inicjując proces odbudowy silnej pozycji grupy w rockowym panteonie. Bilety na poszczególne koncerty sprzedawały się w rekordowym tempie, 32 występy w 10 krajach, na dwóch kontynentach zobaczyło około 550 tys. fanów.

## Supporty
- Megadeth – koncerty europejskie[2].
- Voivod – koncerty w Kanadzie[2].
- Monster Magnet – trasa po USA[2].
- Clutch – trasa po USA[2].
- Soulfly – trasa po USA[2].
- Puya – trasa po USA[2].
- Pushmonkey – trasa po USA[2].

## Setlista

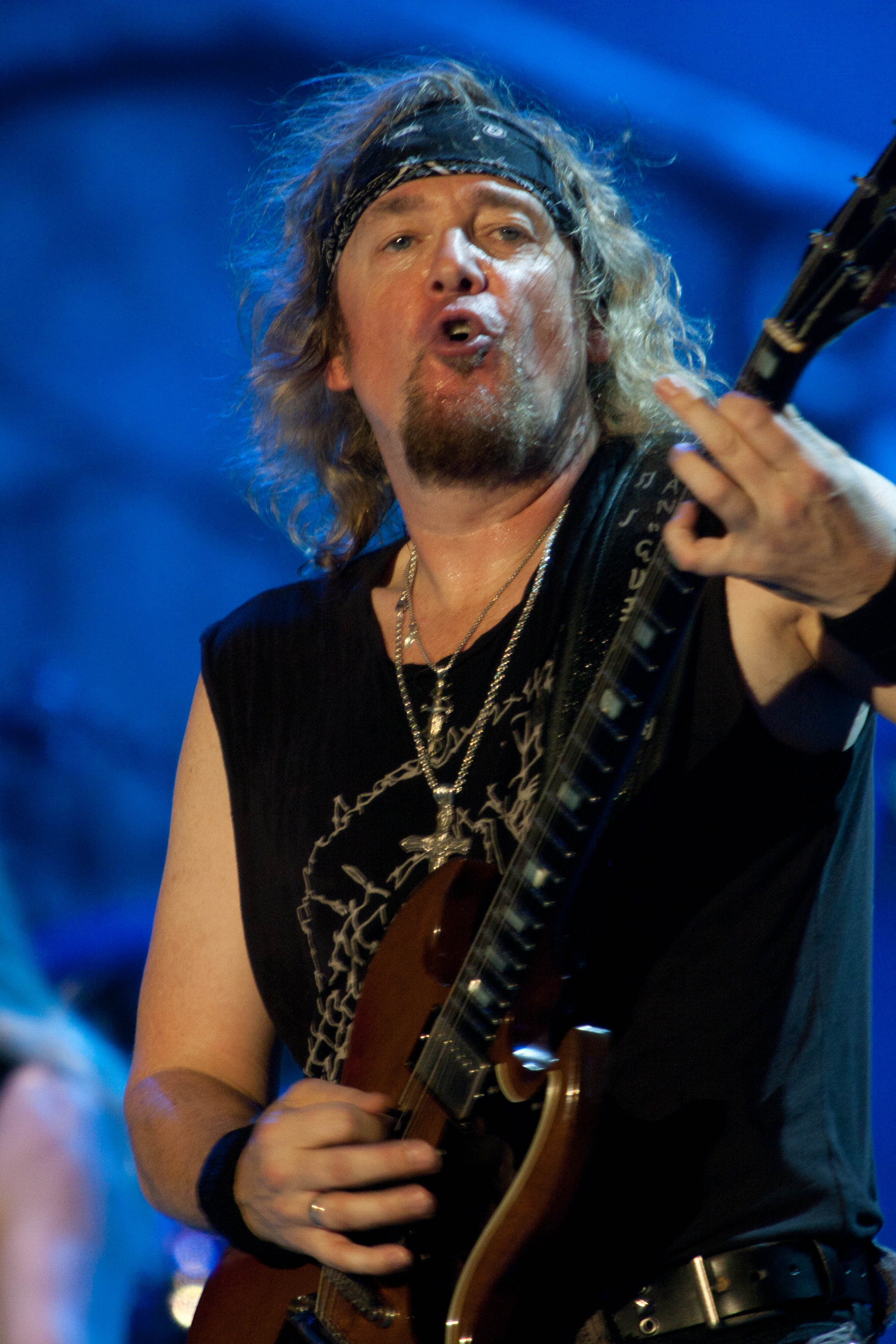
Adrian Smith

- Introdukcja: "Transylvania" oraz "Churchill's Speech" na wszystkich koncertach trasy.

1. "Aces High (z albumu Powerslave, 1984)
2. "Wrathchild" (z albumu Killers, 1981)
3. "The Trooper" (z albumu Piece of Mind, 1983)
4. "2 Minutes to Midnight" (z albumu Powerslave, 1984)
5. "The Clansman" (z albumu Virtual XI, 1998)
6. "Wasted Years" (z albumu Somewhere in Time, 1986)
7. "Killers" (z albumu Killers, 1981)
8. "Futureal" (z albumu Virtual XI, 1998)
9. "Man on the Edge" (z albumu The X-Factor, 1995)
10. "Powerslave" (z albumu Powerslave, 1984)
11. "Phantom of the Opera" (z albumu Iron Maiden, 1980)
12. "The Evil That Men Do" (z albumu Seventh Son of a Seventh Son, 1988)
13. "Fear of the Dark" (z albumu Fear of the Dark, 1992)
14. "Iron Maiden" (z albumu Iron Maiden, 1980)

Bisy:

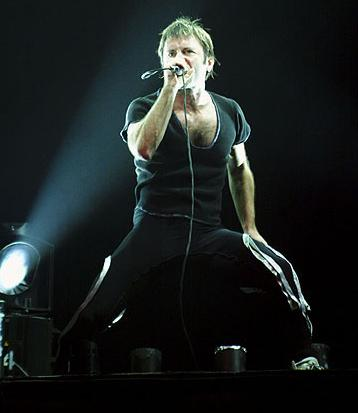
Bruce Dickinson 1999

1. "The Number of the Beast" (z albumu The Number of the Beast, 1982)
2. "Hallowed Be Thy Name" (z albumu Number of the Beast, 1982)
3. "Run to the Hills" (z albumu Number of the Beast, 1982)

Uwagi:
- Utwór "Stranger in a Strange Land" (z albumu Somewhere In Time, 1986) został zagrany jedynie podczas pierwszych pięciu koncertów na trasie[3].
- Utwory "Futureal", "Man on the Edge", "Killers" zostały zagrane w sześcioosobowej konfiguracji scenicznej prawdopodobnie po raz ostatni[3].
- Utwór "The Clansman" został zadedykowany wszelkim ludziom i narodom walczącym o wolność i niepodległość[3].
- Utwory "Powerslave", "Phantom of the Opera" i "Aces High" zagrano na żywo po raz pierwszy od połowy lat 80.[3]

## Oprawa trasy
Pomimo iż trasa była najkrótszą w historii zespołu, pod względem wizualnym została zapamiętana, jako najlepsza od lat. Zespół zaprezentował konceptualny spektakl oparty na elementach promowanej gry komputerowej Ed Hunter oraz wizualizacjach, związanych z przekraczaniem kolejnych jej poziomów. Estrada przypominała trójwymiarową wersję zabudowań znanych z poszczególnych planów gry. Wybiegi sceny zostały zwieńczone półokrągłymi basztami o trzymetrowej wysokości, na ich szczycie znalazły się okratowania i galeryjki, zza których śpiewał Bruce Dickinson. Podłoga sceny została wyłożona tworzywem ze specjalnie naniesioną szachownicą, która oglądana pod różnymi kątami sprawiała wrażenie trójwymiarowej. Podium, w centralnym miejscu którego znajdował się zestaw perkusyjny, udekorowano tworzywem z wizerunkiem podziemnych przejść i wnęk. W głębi estrady zmieniały się backdropy z obrazami scen żywcem wyjętych z poszczególnych planów graficznych promowanej gry.  
Maskotka grupy – Eddie pojawiała się jako mobilna wersja bohatera „Ed Hunter”, zaś wyłaniający się zza estrady „wielki Eddie” był mechatronicznym odpowiednikiem tej samej postaci w wersji „maxi”. Zespół wykorzystał pirotechnikę, rozmaite rekwizyty (maska egipskiego kapłana, brytyjska flaga) oraz efekty stroboskopowe i laserowe. Zainstalowano również potężne, nowoczesne nagłośnienie oraz – w wybranych obiektach – dodatkowe telebimy. 
System oświetleniowy, złożony z czterech ramp otaczających estradę, w swoim wnętrzu ukrywał trzy mobilne ekrany (po bokach – mniejsze, w centrum – większy ekran główny), otoczone setkami halogenów, reflektorów, rzutników oraz linijkami z wielokolorowymi punktami świetlnymi. W trakcie koncertu zestaw ekranów ustawiony pod odpowiednim kątem względem widowni, był wykorzystywany do prezentacji scen z gry oraz okolicznościowych wizualizacji. Widowisko oceniano, jako najlepsze od wielu lat, porównywalne ze spektaklami, które grupa prezentowała w połowie minionej dekady.

## Daty trasy
UWAGA! w wyniku aktualizacji danych, nazwy obiektów nie muszą się pokrywać ze stanem pierwotnym, znanym z materiałów prasowych grupy.
| Data                | Miasto                      | Kraj              | Obiekt                       |
| Ameryka Północna    | Ameryka Północna            | Ameryka Północna  | Ameryka Północna             |
| ------------------- | --------------------------- | ----------------- | ---------------------------- |
| 11 lipca 1999       | Saint John, Nowy Brunszwik  | Kanada            | Harbour Station              |
| 13 lipca 1999       | Montreal, Quebec            | Kanada            | Molson Centre                |
| 14 lipca 1999       | Quebec City, Quebec         | Kanada            | L'Agora                      |
| 16 lipca 1999       | Nowy Jork, Nowy Jork        | Stany Zjednoczone | Hammerstein Ballroom         |
| 17 lipca 1999       | Nowy Jork, Nowy Jork        | Stany Zjednoczone | Hammerstein Ballroom         |
| 18 lipca 1999       | Boston, Massachusetts       | Stany Zjednoczone | Orpheum Theatre              |
| 20 lipca 1999       | Toronto, Ontario            | Kanada            | Massey Hall                  |
| 21 lipca 1999       | Cleveland, Ohio             | Stany Zjednoczone | Plain Dealer Pavilion        |
| 23 lipca 1999       | Milwaukee, Wisconsin        | Stany Zjednoczone | Eagles Ballroom              |
| 24 lipca 1999       | Clarkston, Michigan         | Stany Zjednoczone | Pine Knob Music Theatre      |
| 25 lipca 1999       | Chicago, Illinois           | Stany Zjednoczone | Aragon Ballroom              |
| 27 lipca 1999       | Greenwood Village, Kolorado | Stany Zjednoczone | Fiddler's Green Amphitheatre |
| 30 lipca 1999       | Los Angeles, Kalifornia     | Stany Zjednoczone | Greek Theatre                |
| 31 lipca 1999       | San Jose, Kalifornia        | Stany Zjednoczone | San Jose Event Center        |
| 2 sierpnia 1999     | Las Vegas, Nevada           | Stany Zjednoczone | The Joint                    |
| 3 sierpnia 1999     | Mesa, Arizona               | Stany Zjednoczone | Mesa Amphitheatre            |
| 5 sierpnia 1999     | El Paso, Teksas             | Stany Zjednoczone | El Paso Coliseum             |
| 7 sierpnia 1999     | San Antonio, Teksas         | Stany Zjednoczone | Sunken Gardens Amphitheatre  |
| 8 sierpnia 1999     | Dallas, Teksas              | Stany Zjednoczone | Bronco Bowl                  |
| Europa              |                             |                   |                              |
| 9 września 1999     | Paryż                       | Francja           | Omnisports de Bercy          |
| 10 września 1999    | Rotterdam                   | Holandia          | Ahoy Rotterdam               |
| 12 września 1999    | Hamburg                     | Niemcy            | Sporthalle                   |
| 15 września 1999    | Helsinki                    | Finlandia         | Helsinki Ice Hall            |
| 17 września 1999    | Sztokholm                   | Szwecja           | Stockholm Globe              |
| 18 września 1999    | Göteborg                    | Szwecja           | Scandinavium                 |
| 20 września 1999    | Essen                       | Niemcy            | Grugahalle                   |
| 21 września 1999    | Stuttgart                   | Niemcy            | Schleyerhalle                |
| 23 września 1999    | Mediolan                    | Włochy            | Filaforum                    |
| 25 września 1999    | Barcelona                   | Hiszpania         | Palau Olympic                |
| 26 września 1999    | Madryt                      | Hiszpania         | Plaza de Toros               |
| 27 września 1999    | Madryt                      | Hiszpania         | Plaza de Toros               |
| 1 października 1999 | Ateny                       | Grecja            | Peristeri Stadium            |

- Trasa stanowiła zapowiedź powrotu do grupy Bruce'a Dickinsona oraz Adriana Smitha. Od tamtej pory Iron Maiden występowali jako sekstet[1].
- Koncerty nawiązywały rozmachem do lat największej świetności brytyjskiej formacji[2].
- Koncerty w San Jose, Las Vegas oraz Mesa zostały odwołane ze względu na wypadek, któremu uległ gitarzysta Dave Murray[4].
- Koncerty w Nowym Jorku (drugi wieczór), Toronto oraz Bostonie zostały zagrane w pięcioosobowym składzie. Adrian Smith udał się do Wielkiej Brytanii na pogrzeb swojego ojca[5].
- Wszystkie koncerty trasy (również odwołane) były całkowicie wyprzedane w rekordowym czasie[6].
- Koncert w Bercy Arena zgromadził rekordową liczbę widzów szacowaną na 20 tys.[6].
- Podczas koncertu w Atenach przed ponad 30 tys. widzów doszło do niebezpiecznego incydentu z użyciem rac i świec dymnych[6].
- Europejskie koncerty zgromadziły rekordowe ilości widzów w każdym z obiektów. Większość z nich była profesjonalnie rejestrowana[6].
- "The Ed Hunter Tour 1999" stanowiła zapowiedź powrotu Iron Maiden do czołówki światowego rocka[1].